# Ledoux Carriage
Ledoux Carriage Co. Ltd. war ein kanadischer Hersteller von Kutschen, Karosserien und Automobilen.

## Unternehmensgeschichte
Das Unternehmen wurde 1852 in Montreal zur Kutschenherstellung gegründet. Etwa 1905 kam die Produktion von Autokarosserien dazu. Zu der Zeit leitete es Charles Ledoux. Sein Sohn Henri überzeugte ihn, in die Automobilproduktion einzusteigen. 1912 wurde Henri Bourassa angeworben, der vorher für H. E. Bourassa tätig war. Er entwickelte eigene Automobile, die 1914 in Produktion gingen. Der Markenname lautete Ledoux. Der Erste Weltkrieg beendete die Fahrzeugproduktion.
Nach 1918 kam es zur Fusion mit Jennings & Company zur Ledoux-Jennings Company.

## Fahrzeuge
Im Angebot stand jeweils ein Modell mit Vierzylindermotor und mit Sechszylindermotor. Die offenen Tourenwagen hatten Karosserien aus Aluminium.